# Ґулрез (Кулобський район)
Ґулрез (тадж. Гулрез) — село у складі Хатлонської області Таджикистану. Входить до складу Даханського джамоату Кулобського району.

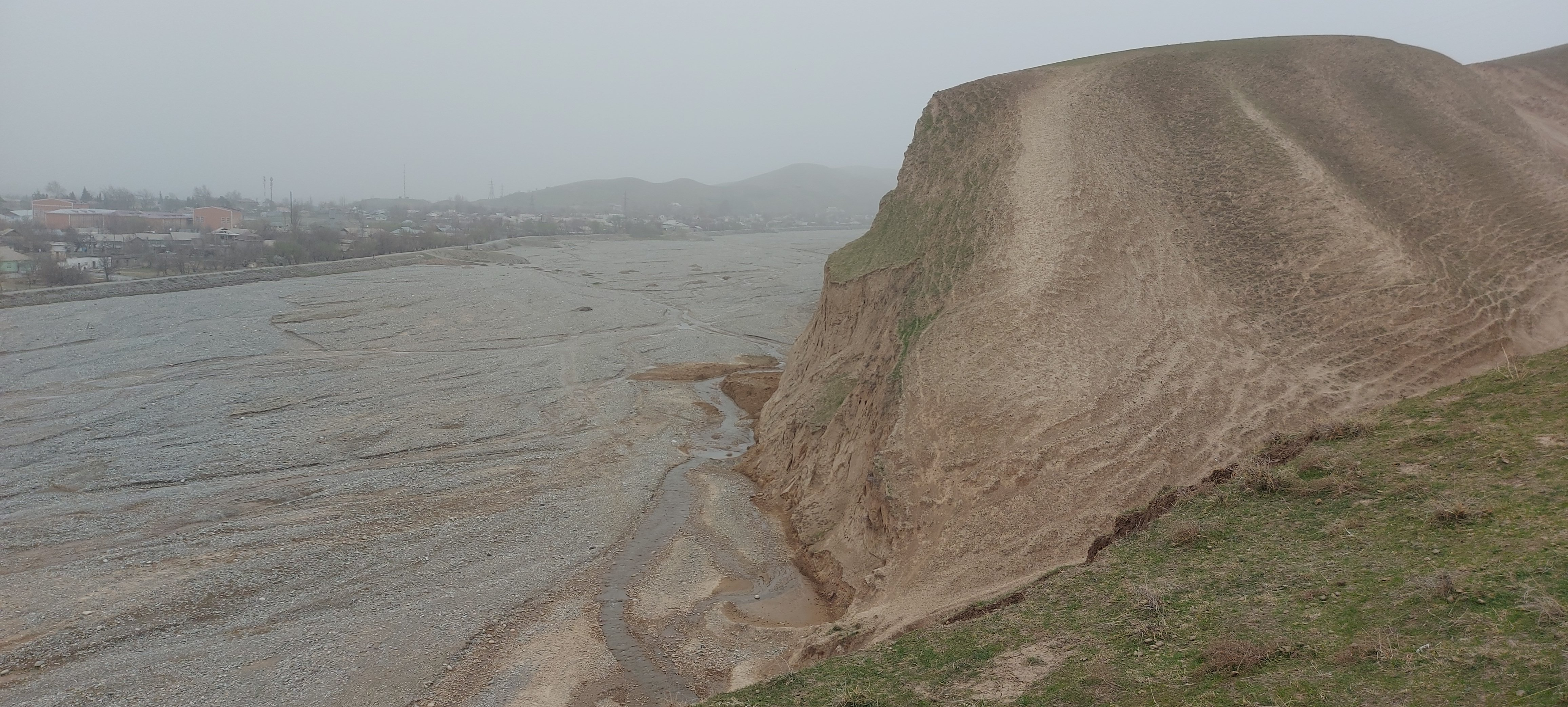
Ґулрез

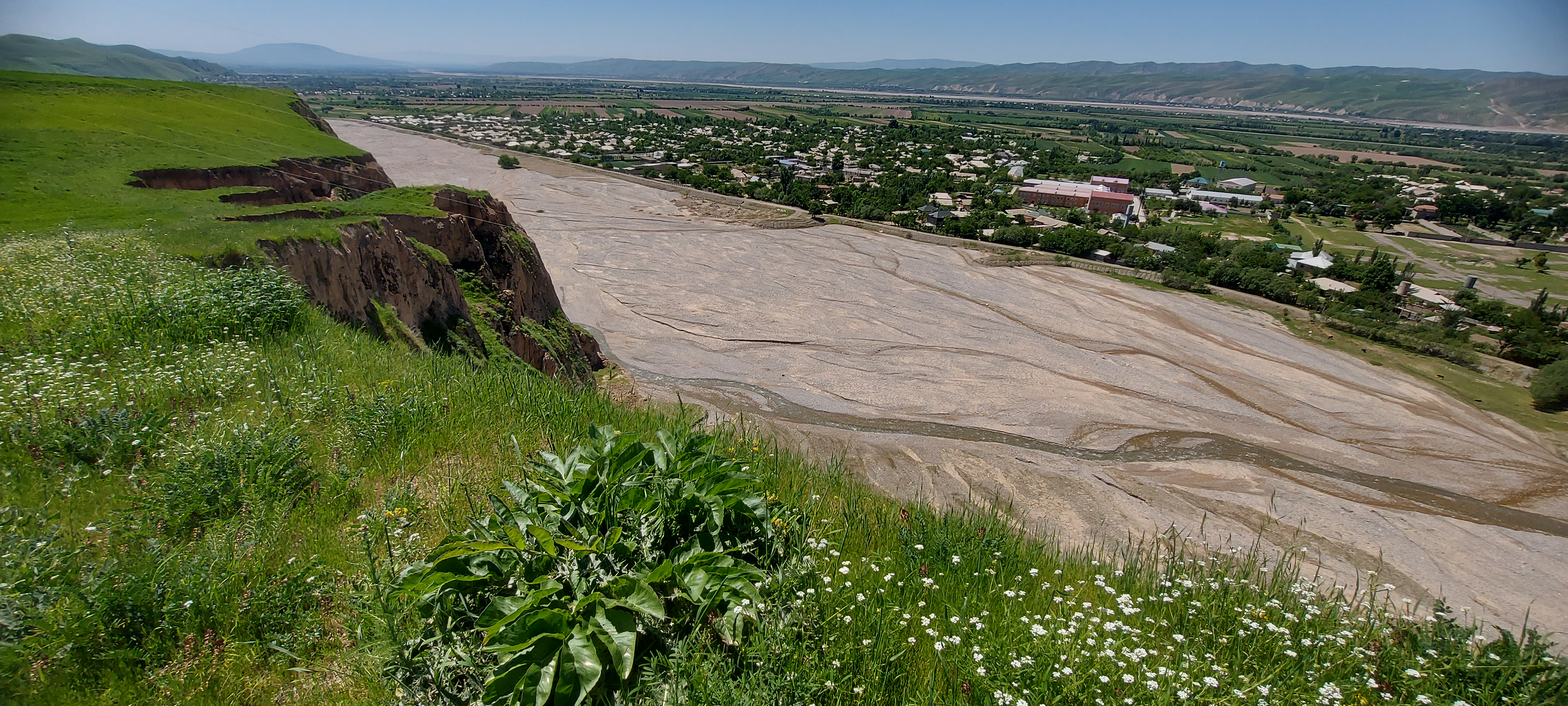
Ґулрез (2023)

Село розташоване на каналі Дахана. Має школу, мечеть, цех обробки деревини. 
Назва означає квіти
Населення — 2738 особи 2017; 2486 в 2010.

## Люди
Ґулрез - одне з найбільш густонаселених міст в Джамоаті Дахана, з населенням 1100 у 1981 році, 2486 у 2010 році та 2703 у 2014 році. У ньому переважно мешкають таджики, тоді як до інших етнічних груп належать узбеки, казахи та українці, які займаються сільським господарством та торгівлею. В межах села залишається центр Ходжа-Пок (XIII століття), який є місцем паломництва. Тут народився філософ Султон Наврузов.

## Семінари
Основний сектор - сільське господарство та тваринництво. Вирощується найбільше бавовни, пшениці та помідорів. Землі зрошуються з річки Яхсу та річки Дахана. За радянських часів у Гульреса була ванна кімната, консервний завод, дитячий садок, технічний парк, відгодівля ферми, нафтобаза та механічна станція для сушіння бавовни, всі вони зараз недоторкані. В даний час у ньому є водяний млин, електричні млини, деревопереробні підприємства, переробка бавовни, електричні лісопильні, більярд, 5 торгових точок, 70 невеликих ферм, п'ятикратна мечеть та середня школа № 34.